# Pavúkov jarok
Pavúkov jarok je chráněný areál v katastrálním území města Stará Turá v okrese Nové Mesto nad Váhom v Trenčínském kraji na Slovensku. Předmětem ochrany jsou biotopy jasanovo-olšových podhorských lužních lesů, vysokobylinných společenstev na vlhkých loukách a nížinných a podhorských kosených luk.
Předchůdcem chráněného areálu byla stejnojmenná přírodní památka vyhlášená roku 1984 s rozlohou 0,99 hektaru. Ta byla k 1. březnu 2009 zrušena a nahrazena chráněným areálem s rozlohou 22,49 hektaru.